# پستچی (فیلم ۱۹۹۷)
پستچی (انگلیسی: The Postman) فیلمی در ژانر علمی–تخیلی، اکشن، درام و رمانتیک به کارگردانی کوین کاستنر است که در سال ۱۹۹۷ منتشر شد.

## بازیگران
- ویل پاتون
- اولیویا ویلیامز
- جیمز روسو
- تام پتی
- کوین کاستنر
- دانیل ون بورگن
- جووانی ریبیسی
- پگی لیپتون
- مری استوارت مسترسون
- تونی ویلسون
- جو سانتوس
- رکس لین
- رایان هرست